# Giro d'Italia 1940
Il Giro d'Italia 1940, ventottesima edizione della "corsa rosa", si svolse in venti tappe dal 17 maggio al 9 giugno 1940, per un percorso totale di 3 574 km. Fu vinto da Fausto Coppi, alla sua prima partecipazione. Coppi, ventenne all'epoca, è tuttora il più giovane vincitore del Giro.
Bartali cadde nella discesa del Passo della Scoffera, durante la seconda tappa, e uscì di classifica. Coppi (che partecipava come gregario di Bartali) trionfò in solitaria nell'11ª tappa, da Firenze a Modena, conquistando la maglia rosa.

## Tappe
| Tappa  | Data      | Percorso                  | km    | Vincitore di tappa | Leader cl. generale |
| ------ | --------- | ------------------------- | ----- | ------------------ | ------------------- |
| 1ª     | 17 maggio | Milano > Torino           | 180   | Olimpio Bizzi      | Olimpio Bizzi       |
| 2ª     | 18 maggio | Torino > Genova           | 226   | Pierino Favalli    | Osvaldo Bailo       |
| 3ª     | 19 maggio | Genova > Pisa             | 188   | Diego Marabelli    | Osvaldo Bailo       |
| 4ª     | 20 maggio | Pisa > Grosseto           | 154   | Adolfo Leoni       | Pierino Favalli     |
| 5ª     | 21 maggio | Grosseto > Roma           | 224   | Adolfo Leoni       | Pierino Favalli     |
|        | 22 maggio | giorno di riposo          |       |                    |                     |
| 6ª     | 23 maggio | Roma > Napoli             | 238   | Glauco Servadei    | Pierino Favalli     |
| 7ª     | 24 maggio | Napoli > Fiuggi           | 178   | Walter Generati    | Pierino Favalli     |
| 8ª     | 25 maggio | Fiuggi > Terni            | 183   | Olimpio Bizzi      | Enrico Mollo        |
| 9ª     | 26 maggio | Terni > Arezzo            | 183   | Primo Volpi        | Enrico Mollo        |
| 10ª    | 27 maggio | Arezzo > Firenze          | 91    | Olimpio Bizzi      | Enrico Mollo        |
|        | 28 maggio | giorno di riposo          |       |                    |                     |
| 11ª    | 29 maggio | Firenze > Modena          | 184   | Fausto Coppi       | Fausto Coppi        |
| 12ª    | 30 maggio | Modena > Ferrara          | 199   | Adolfo Leoni       | Fausto Coppi        |
| 13ª    | 31 maggio | Ferrara > Treviso         | 125   | Olimpio Bizzi      | Fausto Coppi        |
| 14ª    | 1º giugno | Treviso > Abbazia         | 215   | Glauco Servadei    | Fausto Coppi        |
| 15ª    | 2 giugno  | Abbazia > Trieste         | 179   | Mario Vicini       | Fausto Coppi        |
|        | 3 giugno  | giorno di riposo          |       |                    |                     |
| 16ª    | 4 giugno  | Trieste > Pieve di Cadore | 202   | Mario Vicini       | Fausto Coppi        |
| 17ª    | 5 giugno  | Pieve di Cadore > Ortisei | 110   | Gino Bartali       | Fausto Coppi        |
|        | 6 giugno  | giorno di riposo          |       |                    |                     |
| 18ª    | 7 giugno  | Ortisei > Trento          | 186   | Glauco Servadei    | Fausto Coppi        |
| 19ª    | 8 giugno  | Trento > Verona           | 149   | Gino Bartali       | Fausto Coppi        |
| 20ª    | 9 giugno  | Verona > Milano           | 180   | Adolfo Leoni       | Fausto Coppi        |
| Totale | Totale    | Totale                    | 3 574 |                    |                     |

## Squadre e corridori partecipanti
Parteciparono alla corsa sei squadre professionistiche da sette ciclisti l'una (eccetto l'Olympia che ne iscrisse sei) e dieci "gruppi" sportivi da cinque ciclisti l'uno, per un totale di 91 ciclisti iscritti e al via. Di questi, 47 giunsero al traguardo finale di Milano. La squadra della Ganna (numeri 15-21), appositamente costituita per il Giro con cinque ciclisti belgi e due lussemburghesi, non prese il via in quanto i belgi non ottennero autorizzazione a partecipare.
| N.    | Cod. | Squadra                |
| ----- | ---- | ---------------------- |
| 1-7   | BIA  | Bianchi                |
| 8-14  | LEG  | Legnano                |
| 22-28 | GLO  | Gloria                 |
| 29-35 | OLY  | Olympia                |
| 36-42 | LYG  | Lygie                  |
| 43-49 | GER  | Gerbi                  |
| 51-55 | BIN  | S.C. Binda             |
| 56-60 | BAT  | G.S. Battisti-Aquilano |

| N.     | Cod. | Squadra                      |
| ------ | ---- | ---------------------------- |
| 61-65  | AZZ  | U.S. Azzini-Universal        |
| 66-70  | VIS  | MVSN-Viscontea               |
| 71-75  | BAM  | Dopolavoro Aziendale Bemberg |
| 76-80  | MOD  | U.C. Modenese                |
| 81-85  | LIT  | Il Littoriale                |
| 86-90  | VIS  | Dopolavoro Aziendale Vismara |
| 91-95  | PAR  | S.S. Parioli                 |
| 96-100 | DOP  | Dopolavoro MATER             |

## Dettagli delle tappe

### 1ª tappa
- 17 maggio: Milano > Torino – 180 km

Risultati
| Pos. | Corridore     | Squadra | Tempo    |
| ---- | ------------- | ------- | -------- |
| 1    | Olimpio Bizzi | Bianchi | 4h58'04" |
| 2    | Gino Bartali  | Legnano | a 2'01"  |
| 3    | Osvaldo Bailo | Gerbi   | s.t.     |

### 2ª tappa
- 18 maggio: Torino > Genova – 226 km

Risultati
| Pos. | Corridore       | Squadra | Tempo    |
| ---- | --------------- | ------- | -------- |
| 1    | Pierino Favalli | Legnano | 6h11'44" |
| 2    | Fausto Coppi    | Legnano | s.t.     |
| 3    | Osvaldo Bailo   | Gerbi   | s.t.     |

### 3ª tappa
- 19 maggio: Genova > Pisa – 188 km

Risultati
| Pos. | Corridore       | Squadra  | Tempo    |
| ---- | --------------- | -------- | -------- |
| 1    | Diego Marabelli | Battisti | 5h27'07" |
| 2    | Mario Vicini    | Bianchi  | s.t.     |
| 3    | Giordano Cottur | Lygie    | s.t.     |

### 4ª tappa
- 20 maggio: Pisa > Grosseto – 154 km

Risultati
| Pos. | Corridore       | Squadra | Tempo    |
| ---- | --------------- | ------- | -------- |
| 1    | Adolfo Leoni    | Bianchi | 4h12'35" |
| 2    | Glauco Servadei | Gloria  | s.t.     |
| 3    | Pietro Rimoldi  | Olympia | s.t.     |

### 5ª tappa
- 21 maggio: Grosseto > Roma – 224 km

Risultati
| Pos. | Corridore             | Squadra | Tempo    |
| ---- | --------------------- | ------- | -------- |
| 1    | Adolfo Leoni          | Bianchi | 6h34'50" |
| 2    | Serafino Santambrogio | Vismara | s.t.     |
| 3    | Giordano Cottur       | Lygie   | s.t.     |

### 6ª tappa
- 23 maggio: Roma > Napoli – 238 km

Risultati
| Pos. | Corridore          | Squadra | Tempo    |
| ---- | ------------------ | ------- | -------- |
| 1    | Glauco Servadei    | Gloria  | 7h11'25" |
| 2    | Quirino Toccacelli | MATER   | s.t.     |
| 3    | Olimpio Bizzi      | Bianchi | s.t.     |

### 7ª tappa
- 24 maggio: Napoli > Fiuggi – 178 km

Risultati
| Pos. | Corridore        | Squadra  | Tempo    |
| ---- | ---------------- | -------- | -------- |
| 1    | Walter Generati  | Gloria   | 5h31'55" |
| 2    | Giovanni Valetti | Bianchi  | a 2"     |
| 3    | Diego Marabelli  | Battisti | a 25"    |

### 8ª tappa
- 25 maggio: Fiuggi > Terni – 183 km

Risultati
| Pos. | Corridore         | Squadra | Tempo    |
| ---- | ----------------- | ------- | -------- |
| 1    | Olimpio Bizzi     | Bianchi | 5h24'24" |
| 2    | Walter Diggelmann | Olympia | s.t.     |
| 3    | Salvatore Crippa  | Gerbi   | s.t.     |

### 9ª tappa
- 26 maggio: Terni > Arezzo – 183 km

Risultati
| Pos. | Corridore       | Squadra     | Tempo    |
| ---- | --------------- | ----------- | -------- |
| 1    | Primo Volpi     | U.S. Azzini | 5h22'44" |
| 2    | Olimpio Bizzi   | Bianchi     | s.t.     |
| 3    | Glauco Servadei | Gloria      | s.t.     |

### 10ª tappa
- 27 maggio: Arezzo > Firenze – 91 km

Risultati
| Pos. | Corridore     | Squadra     | Tempo    |
| ---- | ------------- | ----------- | -------- |
| 1    | Olimpio Bizzi | Bianchi     | 2h29'23" |
| 2    | Gino Bartali  | Legnano     | s.t.     |
| 3    | Primo Volpi   | U.S. Azzini | s.t.     |

### 11ª tappa
- 29 maggio: Firenze > Modena – 184 km

Risultati
| Pos. | Corridore     | Squadra | Tempo    |
| ---- | ------------- | ------- | -------- |
| 1    | Fausto Coppi  | Legnano | 5h35'10" |
| 2    | Olimpio Bizzi | Bianchi | a 3'45"  |
| 3    | Gino Bartali  | Legnano | s.t.     |

### 12ª tappa
- 30 maggio: Modena > Ferrara – 199 km

Risultati
| Pos. | Corridore          | Squadra | Tempo    |
| ---- | ------------------ | ------- | -------- |
| 1    | Adolfo Leoni       | Bianchi | 5h27'00" |
| 2    | Aimone Landi       | Lygie   | s.t.     |
| 3    | Sebastiano Torchio | Gerbi   | s.t.     |

### 13ª tappa
- 31 maggio: Ferrara > Treviso – 125 km

Risultati
| Pos. | Corridore         | Squadra     | Tempo    |
| ---- | ----------------- | ----------- | -------- |
| 1    | Olimpio Bizzi     | Bianchi     | 3h20'28" |
| 2    | Adolfo Leoni      | Bianchi     | s.t.     |
| 3    | Francesco Doccini | U.S. Azzini | s.t.     |

### 14ª tappa
- 1º giugno: Treviso > Abbazia – 215 km

Risultati
| Pos. | Corridore       | Squadra | Tempo    |
| ---- | --------------- | ------- | -------- |
| 1    | Glauco Servadei | Gloria  | 6h36'45" |
| 2    | Walter Generati | Gloria  | s.t.     |
| 3    | Adolfo Leoni    | Bianchi | s.t.     |

### 15ª tappa
- 2 giugno: Abbazia > Trieste – 179 km

Risultati
| Pos. | Corridore       | Squadra | Tempo    |
| ---- | --------------- | ------- | -------- |
| 1    | Mario Vicini    | Bianchi | 5h38'40" |
| 2    | Olimpio Bizzi   | Bianchi | s.t.     |
| 3    | Giordano Cottur | Lygie   | a 2'04"  |

### 16ª tappa
- 4 giugno: Trieste > Pieve di Cadore – 202 km

Risultati
| Pos. | Corridore     | Squadra | Tempo    |
| ---- | ------------- | ------- | -------- |
| 1    | Mario Vicini  | Bianchi | 6h36'36" |
| 2    | Olimpio Bizzi | Bianchi | a 2'57"  |
| 3    | Enrico Mollo  | Olympia | s.t.     |

### 17ª tappa
- 5 giugno: Pieve di Cadore > Ortisei – 110 km

Risultati
| Pos. | Corridore    | Squadra | Tempo    |
| ---- | ------------ | ------- | -------- |
| 1    | Gino Bartali | Legnano | 3h50'30" |
| 2    | Fausto Coppi | Legnano | s.t.     |
| 3    | Enrico Mollo | Olympia | a 2'13"  |

### 18ª tappa
- 7 giugno: Ortisei > Trento – 186 km

Risultati
| Pos. | Corridore       | Squadra  | Tempo    |
| ---- | --------------- | -------- | -------- |
| 1    | Glauco Servadei | Gloria   | 5h48'28" |
| 2    | Adolfo Leoni    | Bianchi  | s.t.     |
| 3    | Enrico Mara     | Battisti | s.t.     |

### 19ª tappa
- 8 giugno: Trento > Verona – 149 km

Risultati
| Pos. | Corridore         | Squadra | Tempo    |
| ---- | ----------------- | ------- | -------- |
| 1    | Gino Bartali      | Legnano | 4h58'10" |
| 2    | Walter Diggelmann | Olympia | a 7"     |
| 3    | Giordano Cottur   | Lygie   | s.t.     |

### 20ª tappa
- 9 giugno: Verona > Milano – 180 km

Risultati
| Pos. | Corridore       | Squadra | Tempo    |
| ---- | --------------- | ------- | -------- |
| 1    | Adolfo Leoni    | Legnano | 5h47'50" |
| 2    | Gino Bartali    | Legnano | s.t.     |
| 3    | Glauco Servadei | Gloria  | s.t.     |

## Evoluzione delle classifiche
| Tappa              | Vincitore          | Classifica generale · | Classifica scalatori        | Classifica a squadre | Classifica a gruppi   |
| ------------------ | ------------------ | --------------------- | --------------------------- | -------------------- | --------------------- |
| 1                  | Vasco Bergamaschi  | Olimpio Bizzi         | non assegnata               | ?                    | ?                     |
| 2                  | Pierino Favalli    | Osvaldo Bailo         | non assegnata               | ?                    | ?                     |
| 3                  | Diego Marabelli    | Osvaldo Bailo         | non assegnata               | ?                    | ?                     |
| 4                  | Adolfo Leoni       | Pierino Favalli       | non assegnata               | ?                    | ?                     |
| 5                  | Adolfo Leoni       | Pierino Favalli       | non assegnata               | ?                    | ?                     |
| 6                  | Glauco Servadei    | Pierino Favalli       | non assegnata               | Gloria               | MVSN-Viscontea        |
| 7                  | Walter Generati    | Pierino Favalli       | non assegnata               | Gloria               | MVSN-Viscontea        |
| 8                  | Olimpio Bizzi      | Enrico Mollo          | non assegnata               | Gloria               | U.S. Azzini-Universal |
| 9                  | Primo Volpi        | Enrico Mollo          | non assegnata               | Gloria               | U.S. Azzini-Universal |
| 10                 | Olimpio Bizzi      | Enrico Mollo          | Primo Volpi                 | Gloria               | U.S. Azzini-Universal |
| 11                 | Fausto Coppi       | Fausto Coppi          | Fausto Coppi                | Gloria               | U.S. Azzini-Universal |
| 12                 | Adolfo Leoni       | Fausto Coppi          | Fausto Coppi                | Gloria               | U.S. Azzini-Universal |
| 13                 | Olimpio Bizzi      | Fausto Coppi          | Fausto Coppi                | Gloria               | U.S. Azzini-Universal |
| 14                 | Glauco Servadei    | Fausto Coppi          | Fausto Coppi                | Gloria               | U.S. Azzini-Universal |
| 15                 | Mario Vicini       | Fausto Coppi          | Fausto Coppi                | Gloria               | U.S. Azzini-Universal |
| 16                 | Mario Vicini       | Fausto Coppi          | Fausto Coppi                | Gloria               | U.S. Azzini-Universal |
| 17                 | Gino Bartali       | Fausto Coppi          | Fausto Coppi                | Gloria               | U.S. Azzini-Universal |
| 18                 | Glauco Servadei    | Fausto Coppi          | Gino Bartali & Fausto Coppi | Gloria               | U.S. Azzini-Universal |
| 19                 | Gino Bartali       | Fausto Coppi          | Gino Bartali                | Gloria               | U.S. Azzini-Universal |
| 20                 | Adolfo Leoni       | Fausto Coppi          | Gino Bartali                | Gloria               | U.S. Azzini-Universal |
| Classifiche finali | Classifiche finali | Fausto Coppi          | Gino Bartali                | Gloria               | U.S. Azzini-Universal |

## Classifiche finali

### Classifica generale - Maglia rosa
| Pos. | Corridore            | Squadra     | Tempo      |
| ---- | -------------------- | ----------- | ---------- |
| 1    | Fausto Coppi         | Legnano     | 107h31'10" |
| 2    | Enrico Mollo         | Olympia     | a 2'40"    |
| 3    | Giordano Cottur      | Lygie       | a 11'45"   |
| 4    | Mario Vicini         | Bianchi     | a 16'27"   |
| 5    | Severino Canavesi    | Gloria      | a 16'50"   |
| 6    | Ezio Cecchi          | Gloria      | a 22'30"   |
| 7    | Walter Generati      | Gloria      | a 25'03"   |
| 8    | Giovanni De Stefanis | Bemberg     | a 27'50"   |
| 9    | Gino Bartali         | Legnano     | a 46'09"   |
| 10   | Settimio Simonini    | U.S. Azzini | a 48'37"   |

### Classifica del Gran Premio della Montagna
| Pos. | Corridore    | Squadra | Punti |
| ---- | ------------ | ------- | ----- |
| 1    | Gino Bartali | Legnano | 25    |
| 2    | Fausto Coppi | Legnano | 21    |
| 3    | Enrico Mollo | Olympia | 13    |
| 4    | Ezio Cecchi  | Gloria  | 13    |
| 5    | Mario Vicini | Bianchi | 12    |

### Classifica aggruppati - Maglia bianca
| Pos. | Corridore            | Gruppo   | Tempo      |
| ---- | -------------------- | -------- | ---------- |
| 1    | Giovanni De Stefanis | Bemberg  | 102h11'10" |
| 2    | Settimio Simonini    | Azzini   | a 19'47"   |
| 3    | Adriano Vignoli      | MVSN     | a 29'52"   |
| 4    | Diego Marabelli      | Battisti | a 37'28"   |
| 5    | Cesare Del Cancia    | MVSN     | a 1h06'24" |

### Classifica a squadre
| Pos. | Squadra | Tempo      |
| ---- | ------- | ---------- |
| 1    | Gloria  | 306h14'23" |
| 2    | Legnano | a 1h51'40" |
| 3    | Bianchi | a 3h30'57" |
| 4    | Gerbi   | a 3h32'44" |
| 5    | Olympia | a 3h33'18" |
| 6    | Lygie   | a 5h03'30" |